# تشكيل الحكومة السويدية 2021
تشكيل الحكومة السويدية 2021 قدم رئيس الوزراء ستيفان لوفن استقالته في 10 نوفمبر 2021، تاركًا حكومته في مكانها كوزارة مؤقتة حتى يتم انتخاب رئيس وزراء جديد من قبل الريكسداغ. بدأت محادثات تشكيل الحكومة في اليوم التالي مع ماغدالينا أندرسون الرئيسة المنتخبة حديثًا للحزب الاشتراكي الديمقراطي والتي عرضت رئاسة الحكومة. تم ترشيحها رسميًا لتشكيل الحكومة من قبل رئيس الريكسداغ أندرياس نورلين في وقت لاحق في نفس اليوم. كانت هذه هي عملية تشكيل الحكومة الثالثة منذ الانتخابات العامة لعام 2018، حيث استغرقت الأولى 144 يومًا قبل تشكيل حكومة لوفين الثانية. جرت العملية قبل عشرة أشهر فقط من الانتخابات العامة لعام 2022.
انتخبت أندرسون رئيسة للوزراء للمرة الأولى في 24 نوفمبر وكان من المتوقع أن تعين وزراء في حكومتها بحلول 26 نوفمبر. لكن في اليوم نفسه تم التصويت على الميزانية التي وضعتها الحكومة في البرلمان السويدي مع تمرير اقتراح المعارضة اليمينية بدلاً من ذلك. أدى ذلك إلى خروج حزب الخضر من التعاون الحكومي واستقالة ماجدالينا أندرسون كرئيسة للوزراء قبل توليها المنصب. تم انتخابها للمرة الثانية في 29 نوفمبر وتشكلت حكومتها رسميًا في اليوم التالي.

## عملية التشكيل

### انتخاب رئيس الوزراء
ينشئ الدستور السويدي نظامًا يُعرف باسم «البرلمانية السلبية» حيث لا يحتاج مرشح رئاسة الوزراء إلى الحصول على دعم الأغلبية، وإنما يحتاج فقط إلى إظهار أنه ليس لديه أغلبية في البرلمان (175 عضوًا) ضده، وبعبارة أخرى فإن التصويت على الثقة في السويد هو في الواقع تصويت بحجب الثقة، حيث يقع عبء الإثبات على المعارضة، يمكن للأحزاب السياسية «الامتناع» بشكل رمزي عن التصويت والذي يعتبر عمليًا تصويتًا بنعم ويظهر أن الحزب يتسامح أو يوافق ضمنيًا على تشكيل حكومة دون الالتزامات التي تأتي بدعم مباشر. وبالتالي فإن الوضع الراهن هو السعي إلى اتفاق حكومي مقبول من قبل غالبية الأطراف بدلاً من اتفاق استقطاب يحبه جانب ويكرهه الآخر.
أعطى رئيس مجلس النواب أندرياس نورلين ماغدالينا أندرسون إشارة تشكيل الحكومة، مما يعني فعليًا أنها مكلفة بدراسة إمكانية تشكيل حكومة بقيادة نفسها. يتم منحها مهلة أسبوع واحد (قابلة للتمديد) للعودة بنتيجة. إذا كان ذلك ممكناً يجوز لرئيس مجلس النواب بعد ذلك أن يختارها رسمياً كمرشحة لرئاسة الوزراء وسيبدأ التصويت في البرلمان السويدي. إذا كانت أندرسون غير قادرة على تشكيل حكومة فيجوز لرئيس مجلس النواب إسناد المهمة إلى عضو آخر بالبرلمان (القاعدة هي اختيار أحد قادة الحزب). يجوز لرئيس مجلس النواب اقتراح أربعة مرشحين لمنصب رئيس الوزراء قبل إجراء انتخابات إلزامية مبكرة.

### التصويت على الميزانية
بالتزامن مع عملية تشكيل الحكومة، من المقرر أن يقرر البرلمان ميزانية الدولة لعام 2022. أثناء التصويت على الموازنة تم طرح مقترحات الموازنة بأقل قدر ممكن من الدعم المتوقع مقابل موازنة الحكومة، إذا فشل كلاهما فسيتم طرح موازنة الحكومة مقابل الموازنة بأكبر دعم، وفي هذه الحالة اقتراح من المعارضة. لا يتم تطبيق البرلمانية السلبية في هذه الحالة، والأغلبية البسيطة كافية لتمرير اقتراح الميزانية. حتى عام 2014 كانت القاعدة هي الامتناع عن التصويت على الاقتراح النهائي، لكن هذه الممارسة لم تعد صالحة للاستخدام منذ ذلك الحين.